# Collado de Cabris
Collado de Cabris är ett bergspass i Andorra, på gränsen till Spanien. Det ligger i den västra delen av landet. Collado de Cabris ligger 2 306 meter över havet. En väg med parkering går fram till passet.
Den högsta punkten i närheten är 2 652 meter över havet, 1,1 kilometer söder om Collado de Cabris. Närmaste större samhälle är La Massana, 7,8 kilometer öster om Collado de Cabris. 
I trakten runt Collado de Cabris växer i huvudsak blandskog. Passet själv saknar större växtlighet.